# Макналти, Гарри
Гарри Макналти (англ. Harry McNulty, родился 5 марта 1993 года в Манаме) — ирландский регбист, выступающий на позиции винга и центра. В составе сборной Ирландии по регби-7 играет на позиции форварда, участвовал в летних Олимпийских играх в Токио.

## Биография

### Семья и ранние годы
Родился 5 марта 1993 года в городе Манама, столице Бахрейна. Его родители — ирландцы: отец работал в сфере финансов и в прошлом был регбистом, игравшим за регбийный клуб «Бахрейн»; мать работала стюардессой на рейсах с участием бахрейнского эмира Исы ибн Салмана Аль Халифы. Также у него есть младший брат Шон, также регбист. Является дальним родственником американского боксёра Джина Танни.
Семья прожила в Лондоне три года, а затем переехала в США, где проживала 10 лет. Изначально Гарри занимался хоккеем, играя в Нью-Йорке за команду «Рай Рейнджерс» (англ. Rye Rangers). В возрасте 14 лет он вернулся с родителями в Бахрейн, а с 2006 по 2011 годы учился в колледже Рокуэлл (графство Типперэри), где впервые увлёкся регби. В 2010 году с командой он дошёл до финала чемпионата Манстера среди старшеклассников, а в 2011 году выиграл этот турнир, победив в финале команду колледжа Presentation Brothers.

### Университетская и клубная карьера
Макналти играл за клуб «Гарриоуэн», а в сезоне 2012/2013 стал воспитанником академии клуба Про14 «Манстер», покинув её в конце сезона 2013/2014. В 2012—2014 годах учился в Лимерикском университете, позже перевёлся в Дублинский университетский колледж, который окончил со степенью бакалавра в области броматологии в 2017 году. В 2015 году учился по обмену в университете Квинсленда (Австралия).
Во время учёбы в колледже Макналти играл за регбийную команду Дублинского университета, выиграв в 2012 году чемпионат Ирландского регбийного союза по регби-7 с этой командой. В 2016 году он играл за клуб Университетского колледжа Дублина в дивизионе 1A Всеирландской лиги под руководством Энди Скехана. В 2020 году Гарри и Шон Макналти перешли в американский клуб «Лос-Анджелес Гилтинис» из Главной лиги регби.

### Карьера в сборной
В 2015 году Макналти дебютировал за сборную Ирландии в матче против Турции в боснийском городе Зеница. В 2016 году он вошёл в заявку сборной Ирландии на олимпийский квалификационный турнир в Монако, однако команда проиграла в четвертьфинале и выбыла из борьбы за путёвку на игры.
В 2017 году Макналти со сборной Ирландии стал серебряным призёром чемпионата Европы: на этапе в Москве он стал рекордсменом, занеся шесть попыток. В 2018 году он выступил на чемпионате мира в Сан-Франциско, заняв 9-е место; в том же году он выиграл чемпионат Европы, выступив на четырёх этапах чемпионатов Европы 2018 года в Москве, Маркусси, Эксетере и Лодзи. В 2019 году он выступил со сборной на Гонконгском турнире, выиграв там квалификационный турнир и получив право выступить с Ирландией в Мировой серии в сезоне 2019/2020.
В июле 2021 года ирландская сборная квалифицировалась на Олимпиаду в Токио: в финале межконтинентального отбора в Монако ирландцами была обыграна Франция со счётом 28:19. На играх сыграл 5 матчей, набрав 10 очков (попытки против США и Кении в групповом этапе), а команда заняла итоговое 10-е место.
В сентябре 2022 года сборная Ирландии стала бронзовым призёром чемпионата мира, прошедшего в Кейптауне (ЮАР). Макналти провёл на этом турнире 5 матчей, занёс три попытки: по одной в матчах с Англией, ЮАР, Австралией (в последнем из них разыгрывались бронзовые медали) и был включён в символическую сборную чемпионата.

### Вне регби
Гарри Макналти известен также как фотограф, публикующий свои работы в соцсети Instagram (от автопортретов до пейзажей и видов ночного неба). В апреле 2019 года он выиграл конкурс, главным призом в котором были трёхнедельный кругосветный круиз на лайнере компании Royal Caribbean Cruise Line и оплаченный курс фотографа и Instagram-блогера.
Также Макналти участвовал в благотворительной акции Operation Smile. В 2020 году стал послом акции Movember.